# Henri Bohic
Henri Bohic (Plougonvelin, ca. 1310 - p. Paris, 1357), est un jurisconsulte, décrétaliste  et canoniste, dont le In quinque decretalium libros commentaria a été le manuel de la Faculté Décret de Paris jusqu'en 1679.

## Biographie
Vers 1310 à Plougonvelin, dans le Léonais, Henri Bohic nait dans une prestigieuse famille de juristes issue du barde Hervé Bohic. Formé au Séminaire de Léon, il est un des rares élèves choisis pour être envoyé par Mgr Guillaume de Kersauson à l'Université de Paris. Etranger dans un bout de France où tout le monde se parle en latin, le quartier latin, il est accueilli au tout nouveau Collège de Léon par le doyen du chapitre cathédral de Paris, Even Bohic, vraisemblablement son oncle.
Au terme du cursus de trois années qui font du simple artien un bachelier licencié de la faculté Décret, il est reçu docteur en droit en soutenant une thèse qui est un commentaire, c'est-à-dire une analyse, des décrétales de Grégoire IX promulguées en 1234. La thèse sera publiée sous le titre In quinque decretalium libros commentaria.
Dès 1334, Henri Bohic a installé son office dans la paroisse Saint Benoît de Paris et exerce le métier de juriste professionnel. Au cours de sa carrière, il est consulté en tant que spécialiste des affaires regardant les biens de l'Eglise, en particulier par le Seigneur de Léon Hervé VII, et est amené à voyager.
En 1357, il est gouverneur du conseil de fabrique de la chapelle Saint-Yves-des-Bretons, qui est le point de ralliement des Bretons de Paris. Il meurt à Paris à une date inconnue postérieure à 1357.

## Œuvre
Le commentaire de Henri Bohic, fomenté par l'Université de Paris, s'inscrit dans le cadre d'une importante évolution juridique. En 1299, l'Université de Bologne a promulgué le Sexte, qui complète le Quinque, et 1317 le pape Clément V les Clémentines. La soutenance par Henri Bohic de In quinque decretalium libros commentaria est donc tout à fait classique.
En revanche sa publication et sa diffusion par La Faculté de droit de Paris est un événement. L'Université de Paris n'a en effet pas, selon un statut établi par une bulle de 1213, l'habilitation de se prononcer sur le droit canon mais seulement celle de commenter. Cette publication est l'acte par lequel l'Université de Paris réaffirme puissamment son autorité, par le biais de l'interprétation des décrétales, à faire juger une affaire ecclésiastique selon des règles de droit et à avoir une emprise jurisprudentielle sur l'évolution du droit canon, une manière de contourner une restriction constitutive et d'augmenter son autorité vis-à-vis de Bologne. Les décrétales de Grégoire IX deviennent le sujet principal d'examen du doctorat en droit canon, ce qui est une façon d'asseoir, dans une certaine mesure, l'autorité religieuse sur la loi, celle du Pape, qui siège à Avignon depuis 1309, sur l'Université.
Le commentaire du Quinque, du Sexte, et des Clémentines resteront les trois sujets d'examen du doctorat jusqu'en 1679, date à laquelle la Faculté de Décret deviendra aussi une faculté enseignant le code Louis.

## Célébration
En Bretagne, au moins cinq rues portent son nom.

### Source
1. ↑  « Henri Bohic », sur tumblr.com (consulté le 26 août 2020).
2. ↑  Les Noms qui ont fait l'histoire de Bretagne, p. 52, Coop Breizh et Institut culturel de Bretagne, 1997.